# NGC 1141
NGC 1141 (= NGC 1143) è una vasta e lontana galassia lenticolare situata nella costellazione della Balena, a una distanza di circa 396 milioni di anni luce dalla nostra Via Lattea.

## Scoperta
La galassia è stata scoperta il 5 ottobre 1864 dall'astronomo tedesco Albert Marth e inserita nel New General Catalogue con la designazione NGC 1141. Il 17 novembre 1876, la stessa galassia fu osservata e descritta dall'astronomo francese Édouard Stephan e aggiunta al New General Catalogue con la designazione NGC 1143 che quindi identifica la stessa galassia.

## Descrizione

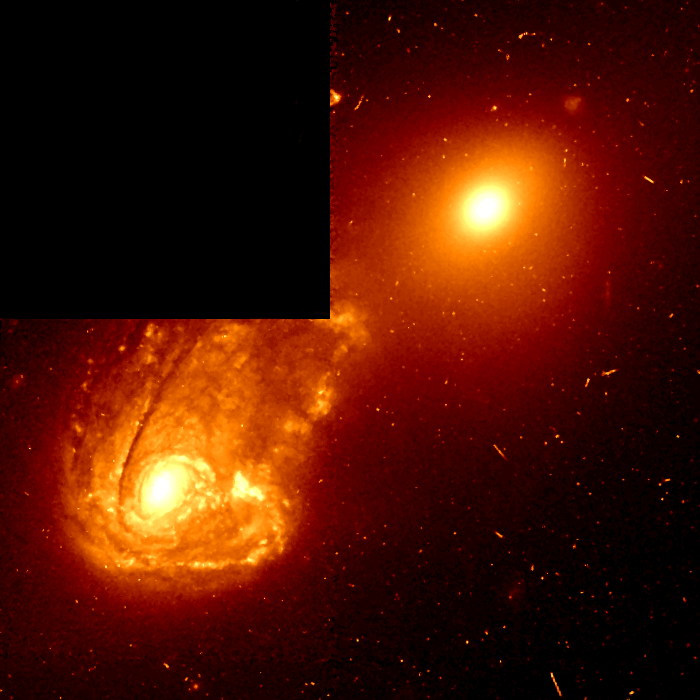
NGC 1141 (a destra in alto) e NGC 1142 (in basso a sinistra), riprese dal Telescopio spaziale Hubble.

NGC 1141 è una galassia ad anello che si trova in forte interazione gravitazionale con la vicina NGC 1142. Le due galassie si stanno reciprocamente deformando e sono incluse nell'Atlas of Peculiar Galaxies di Halton Arp con la designazione ARP 118.